# Torres del Parque
Torres del Parque (známé také ve španělštině jako Oficinas en el Parque nebo Torres Morad) je dvojice výškových budov v mexickém městě Monterrey. Budovy se nacházejí na adrese BVD. Diaz Ordaz # 140.
V letech 1995–1996 byla postavena první výšková budova Torre Serfin. Po dokončení vyšší z věží byl její název změněn na dnešní název Torre del Parque I. Má výšku 100 m, 24 nadzemních pater a 5 podzemních, která slouží jako parkoviště. 35700 m2 prostor obsluhuje 7 výtahů. Dnes je 6. nejvyšší budovou města Monterrey.
Vyšší budova Torre del Parque II byla postavena v letech 1997–1998 a s výškou 115 m byla do roku 2000 nejvyšší budovou Monterreyské metropolitní oblasti, kdy ji ve výši předběhl mrakodrap Torre Avalanz ve městě San Pedro Garza García s výškou 167 m. V budově se nachází 28 nadzemních a 5 podzemních pater. 40 500 m2 prostor obsluhuje 9 výtahů. Dnes je 3. nejvyšší budovou města. Obě budovy navrhl architekt Jose Angel Camargo.